# Dactylopopillia blanchardi
Dactylopopillia blanchardi är en skalbaggsart som beskrevs av Ohaus 1897. Dactylopopillia blanchardi ingår i släktet Dactylopopillia och familjen Rutelidae. Inga underarter finns listade i Catalogue of Life.